# Déportation des Allemands de Roumanie pendant et après la Seconde Guerre mondiale
L’expulsion des Allemands de Roumanie après la Seconde Guerre mondiale, réalisée sur ordre soviétique au début de 1945, déracina des dizaines de milliers d’Allemands de Roumanie, dont beaucoup périrent. L’expulsion faisait partie du plan soviétique pour les réparations de guerre allemandes sous la forme de travail forcé, selon l’ordre secret soviétique n° 7161 de 1944.

## Position officielle du gouvernement Rădescu
Le dernier gouvernement non-communiste de la Roumanie, dirigé par le Premier ministre Nicolae Rădescu, se déclara « très surpris » par l’ordre émis le 6 janvier 1945 par les occupants soviétiques de la Roumanie. L’ordre prévoyait la mobilisation de tous les habitants de souche allemande de la Roumanie, en vue de l’expulsion de la plupart d’entre eux vers l’Union soviétique. L’arrêté d’expulsion s’appliquait à tous les hommes âgés de 17 à 45 ans et aux femmes de 18 à 30 ans. Seules les femmes enceintes, les femmes ayant des enfants de moins d'un an et les personnes incapables de travailler en était exemptées. Le 13 janvier 1945, alors que les arrestations avaient déjà commencé à Bucarest et à Brașov, le gouvernement Rădescu envoya une note de protestation au vice-président soviétique de la Commission militaire interalliée de contrôle pour la Roumanie, le général Vladislav Petrovitch Vinogradov. Cette note arguait du traité d’armistice (signé le 12 septembre 1944) qui n’envisageait pas d’expulsions et argumentait que l’industrie roumaine subirait des dommages du fait de la déportation de tant de sa main d’œuvre, d’autant que sa population allemande constituait un pourcentage élevé de sa main-d’œuvre qualifiée. En conclusion, Rădescu souleva des préoccupations humanitaires concernant le sort des femmes et des enfants laissés seuls.

## Statistiques

Territoires de culture allemande (saxonne ou souabe) en Transylvanie.

Les statistiques concernant l’expulsion des Saxons de Transylvanie indiquent que près de 75 000 personnes furent déportés vers l’Union soviétique, soit environ 15 % de la population allemande de Transylvanie (selon les données de 1941). 12 % des expulsés étaient en dehors des limites d’âge prévues par le décret d’expulsion ; une fillette de 13 ans fut expulsée, tout comme des personnes âgées de 55 ans. 90 % des expulsés finirent dans l’est de la République socialiste soviétique d'Ukraine (dans les mines du Donbass, notamment dans les oblast de Dnipropetrovsk, Stalino et Vorochilovgrad), le reste dans l’Oural. Les expulsés furent répartis dans 85 camps de travail forcé : un tiers travailla dans les mines, un quart dans la construction, le reste dans l’industrie, l’agriculture ou dans la gestion des camps. Très peu eurent les mêmes professions qu’ils avaient exercées en Roumanie.
Des expulsés devenus inaptes au travail, mais ayant survécu, furent renvoyés en Transylvanie à la fin de 1945. Entre 1946 et 1947, environ 5 100 personnes furent transportées, par des transports spéciaux pour les malades, à Francfort-sur-l'Oder, une ville allemande en zone d’occupation soviétique. 3 076 déportés périrent en URSS : les trois quarts d’entre eux étaient des hommes. Quand ils furent libérés, un quart des déportés furent envoyés en Allemagne, et seulement un septième retourna en Roumanie. Le plus grand nombre de décès est survenu en 1947. À partir de 1948, la situation s’améliora, avec une baisse spectaculaire du nombre des expulsés malades et décédés.
En 1948, ceux qui étaient encore capables de travailler ont commencé aussi à être libérés des camps de travaux forcés (49 % d'entre eux), de sorte qu’en octobre 1949, les camps furent fermés. Le dernier tiers des expulsés retournèrent en Transylvanie. Parmi ceux transportés en zone allemande d’occupation soviétique, environ la moitié reçut la permission de rentrer chez eux. Le reste partit ailleurs (la plupart du temps en Allemagne de l'Ouest), mais quelques-uns restèrent en Allemagne de l’Est.
202 expulsés ne furent autorisés à rentrer chez eux que dans les années 1950 à 1952. Selon des documents soviétiques, 7 expulsés choisirent de rester en URSS.
De nouvelles persécutions survinrent pour les Allemands de Roumanie dans les années 1950, principalement contre les Souabes du Banat qui furent déportés dans les camps roumains de travail forcé de la steppe du Bărăgan.

## Révélations de 1995
Un article du journal Allgemeine Deutsche Zeitung für Rumänien, publié le 13 janvier 1995 révéla que le gouvernement Rădescu, bien qu’il ait protesté, avait en fait été averti de l’imminence de l’ordre soviétique d’expulsion et avait fait dresser à l’avance des listes des hommes et des femmes capables d’effectuer des travaux forcés, où figuraient tous ceux qui avaient choisi de servir dans la Wehrmacht plutôt que dans l’armée roumaine. Deux semaines à l’avance, les Chemins de fer roumains avaient commencé à préparer des trains pour transporter les déportés. Des documents découverts après 1989 montrent que les déportations avaient été planifiées en détail : dès le 19 décembre 1944, le bureau du premier ministre transmit des ordres par téléphone aux inspecteurs de police afin d’enregistrer la population allemande capable de travailler, pour se conformer à l’ordre soviétique 7161 émis trois jours plus tôt.
Tous les groupes de l’Armée rouge avaient reçu l’ordre d'emmener un certain nombre d’Allemands de souche capable de travailler aux camps, puis de les expulser en Union soviétique. En Roumanie, cette mission fut accomplie avec l’aide des autorités roumaines, ainsi que par des unités de l’Armée rouge et agents du GRU.
L’expulsion fut ultérieurement analysée comme étant l’une des premières manifestations de la guerre froide, car elle montra l’impossibilité du contrôle conjoint entre l’Est et l’Ouest au sein des Commissions interalliées de contrôle sur ce qui se passait dans la zone d’occupation soviétique, et cela avant même la fin de la Seconde Guerre mondiale.

## Dans la fiction
- Le roman de Virgil Gheorghiu, La Vingt-cinquième Heure (1949) qui parle de l'expulsion, comme le fait le film homonyme (1967).
- La Bascule du souffle (2009) de Herta Müller (prix Nobel 2009)